# Тунунгаюалок

Остров Тунунгаюалок (на английски: Tunungayualok Island) е 6-ият по големина остров в провинция Нюфаундленд и Лабрадор. Площта му е 186 км2, която му отрежда 112-о място сред островите на Канада. Необитаем.
Островът се намира край източния бряг на полуостров Лабрадор, от който го отделя проток, широк 900 м. На запад, север, изток и юк от него се намират множество по-малки острови: Беър, Саут Тунунгаюалок, Норт Тунунгаюалок, Иглосиатик, Спраклинс, Юагаксуак, Напактоток и други. Дължината и ширината му е почти една и съща – 21 км от запад на изток и 18 км от север на юг.
Бреговата линия с дължина 137 км е силно разчленена, с множество заливи и полуострови. На север е п-ов Улберсик, а на югозапад – п-ов Нувудиукток.
Релефът е хълмист с маскимална височина от 275 м в южната част на п-ов Улберсик. Има няколко десетки езера. Тундрова растителност.
Източното крайбрежие на острова най-вероятно е открито от португалския мореплавател Гашпар Кортереал (1450 – 1501) през 1500 – 1501 г., а островното му положение е доказано чак през XIX в. след извършване на детайлни топографски картирания по цялото източно крайбрежие на п-ов Лабрадор.